# Вовово (футбольний клуб)
Футбольний клуб «Вовово» (англ. Vovovo Football Club) — есватінський футбольний клуб з міста Піґз-Пік. Клуб тривалий час грав у Прем'єр-лізі Есватіні, але з сезону 2023—2024 року грає в першому дивізіоні Есватіні, другому за рівнем футбольному дивізіоні країни. У сезоні 2016—2017 років клуб здобув право на перехід до Прем'єр-ліги, проте за підсумками сезону 2018—2019 років клуб вибув до першого дивізіону. За підсумками сезону 2020—2021 років клуб повернувся до Прем'єр-ліги Наприкінці сезону 2022—2023 років клуб продав своє місце у найвищому дивізіоні клубу «Нсінгізіні Готсперс»., та добровільно опустилися до першого дивізіону.